# Denisse van Lamoen
Denisse Astrid van Lamoen Gómez (Arica, 12 de septiembre de 1979) es una exdeportista chilena que compitió en la disciplina de tiro con arco. Fue campeona mundial de su especialidad en 2011.

## Biografía

### Inicios
Van Lamoen nació en Santiago, el 12 de septiembre de 1979. En 1993, cuando sólo tenía 13 años, comenzó a practicar el tiro con arco, y desde 1996, con 17, comenzó a competir profesionalmente en dicha disciplina. Ese mismo año ganó cuatro medallas de oro y una de bronce en el XIII Campeonato de las Américas realizado en Ciudad de México, y fue campeona en el III Campeonato Sudamericano realizado en Río de Janeiro. En 1999 logró el segundo lugar en los XIII Juegos Panamericanos, celebrados en Winnipeg, Canadá.
En 2000 se casó con el médico Norman MacMillan, matrimonio que duró sólo 3 años. Ese mismo año se convirtió en la primera chilena en participar olímpicamente en la disciplina de tiro con arco, cuando clasificó para los Juegos Olímpicos de Sídney. Sin embargo tuvo una breve y deslucida participación en la cita olímpica, pues en la ronda de doble 70 (dos rondas de 36 flechas a 70 metros de distancia) obtuvo 605 puntos, dejándola en el puesto 52 de la clasificación general, y en la ronda de eliminación tuvo que enfrentarse a la japonesa Sayoko Kawauchi (sexta en la clasificación con 654 puntos), perdiendo el encuentro por 151 a 146.

### Dopaje y altibajos posteriores (2002-2010)
En 2002 tuvo una brillante participación en los VII Juegos Suramericanos celebrados en Brasil, donde obtuvo 7 medallas (6 de oro y 1 de plata). Sin embargo, todo se vería opacado por un control de dopaje que arrojó positivo en anfetamina, tras lo cual fue descalificada y tuvo que devolver todas las preseas ganadas. A pesar de que la Federación Chilena de Tiro con Arco (Fechta) multó a Van Lamoen con una suspensión por un año, la Federación Internacional de Tiro con Arco (FITA) decidió ampliar el castigo a dos años, decisión a la que apeló la deportista debido a que ese castigo excedía el reglamento internacional. Presentó un recurso de protección  ante la Corte de Apelaciones de Santiago, el que fue acogido. Tras un fallo de la Corte Suprema, la Fechta rebajó también su castigo inicial de un año a seis meses.
Terminó quinta en los XIV Juegos Panamericanos de Santo Domingo 2003. En el Panamericano de tiro con arco de 2004, celebrado en Venezuela, Van Lamoen logró ganar cuatro medallas de oro y una de plata,[cita requerida] imponiendo 4 récords panamericanos, los que recién fueron superados en el año 2010.[cita requerida] A pesar de ello no pudo participar representando a Chile en los Juegos Olímpicos de Atenas, pues el equipo de México llenó la vacante a la que aspiraba Van Lamoen. En 2006 logró dos medallas de oro en los VIII Juegos Suramericanos. En los XV Juegos Panamericanos de Río de Janeiro 2007 llegó a octavos de final, donde fue eliminada por la estadounidense Jennifer Nichols.
Tras un receso de dos años por estudios, Van Lamoen regresó en 2009, batiendo cuatro récords chilenos. En enero de 2010 clasificó para participar en los IX Juegos Suramericanos de ese año, realizados en Medellín, en donde obtuvo una medalla de bronce en 30 metros con una marca de 343 puntos y otra presea de bronce en la ronda de eliminación, en donde venció a la colombiana Ana María Rendón por una estrecha ventaja de 99 a 98.

### Campeona mundial (2011)
En el Campeonato mundial de tiro con arco al aire libre de 2011, realizado en Turín, Italia, Van Lamoen logró una histórica medalla de oro en la categoría de arco recurvo. Van Lamoen comenzó su participación logrando el puesto número 36 con 1320 puntos en la ronda de Clasificación FITA. Posteriormente se enfrentó a la española Helena Fernández en primera ronda, a quien venció por 5-6, a la búlgara Dobromira Dalainova en segunda, a quien venció por 7-3, y en la tercera ronda a la taiwanesa Chieh-Ying Le, a quien derrotó por 6-2. Clasificó a octavos de final, en donde se enfrentó a la estadounidense Khatuna Lorig, logrando la victoria por 7-3, pasando a los cuartos de final donde se enfrentó a la georgiana Khatuna Narimanidze, a quien venció por 6-0. En la semifinal se enfrentó a la francesa Berengere Schuh, a quien ganó por 6-2, mientras que en la final se enfrentó a la representante de Georgia, Kristine Esebua. Con este triunfo, Van Lamoen clasificó a los Juegos Olímpicos de Londres 2012, y se convirtió en la primera chilena medallista de oro mundial en las disciplinas olímpicas de este deporte en la era profesional.

### Resultados posteriores y preparación a Londres 2012 (2011-2012)
En el mes de julio del año 2011, se realizaron en Venezuela los IV Juegos del ALBA, en donde Van Lamoen tuvo una destacada participación, logrando adjudicarse cinco medallas de oro (30, 50, 60 y 70 metros, además de la ronda FITA, donde obtuvo 1333 puntos, rompiendo una nueva marca nacional), dos de plata (equipo femenino y en la ronda olímpica siendo vencida por la argentina María Gabriela Goñi por 5-6) y una de bronce (equipo mixto).

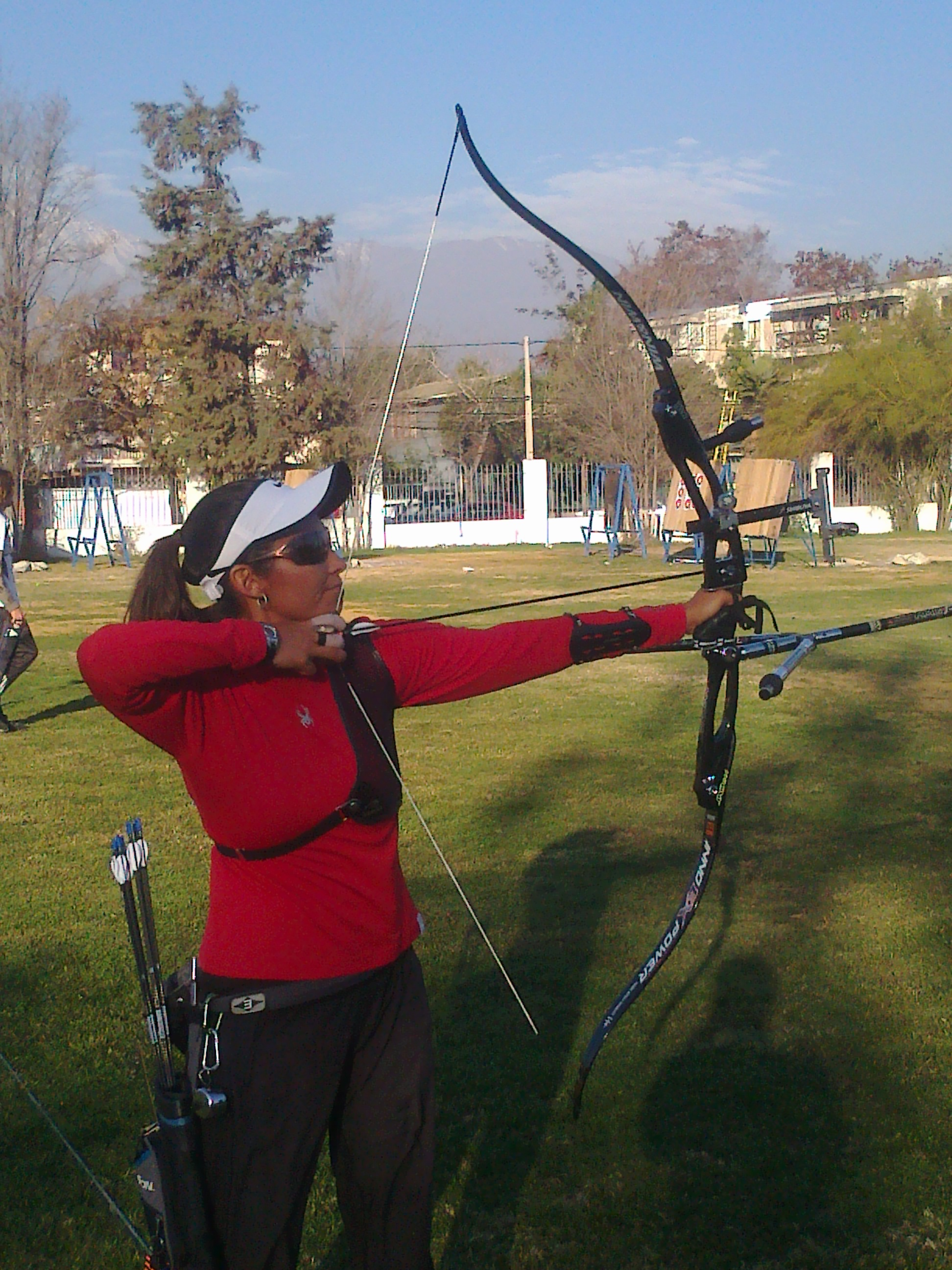
Van Lamoen disparando a 70 metros en 2011.

En octubre de 2011, Van Lamoen participó en los Juegos Panamericanos de 2011 celebrados en Guadalajara, México, pero no llegó en óptimas condiciones ya que, además de la bursitis en su hombro izquierdo, dos días antes de la competición sufrió la rotura de una de las palas de su arco. A pesar de esto en la ronda de clasificación terminó novena con 1280 puntos, siendo eliminada en los cuartos de final por la mexicana Alejandra Valencia por 5-6, y sextos en la competencia por equipos en la primera ronda, siendo eliminadas en la segunda ronda por el equipo de Estados Unidos por 201-202.
En diciembre de 2011, recibió el Premio al mejor deportista de Chile, entregado por el Círculo de Periodistas Deportivos de Chile, debido a su logro por haber obtenido el Campeonato Mundial de Tiro con arco de 2011.
Durante el mes de mayo de 2012, participó en el XX Campeonato Panamericano de Tiro con arco celebrado en Ciudad Merliot, El Salvador, en donde destacó logrando en la ronda FITA cinco preseas, una plata (50 metros) y cuatro medallas de oro (70,60,30 y la ronda FITA con 1333, igualando su mejor marca personal), junto a esto se adjudicó el segundo lugar en la ronda por equipos mixto, junto con Guillermo Aguilar Gimpel y finalmente se coronó campeona panamericana venciendo en la final de la ronda de eliminación a Ana María Rendón por la definición de flecha de desempate (Rendón 9, Van Lamoen 10).

### Juegos Olímpicos de 2012
El 27 de junio de 2012, y mediante votación popular, fue elegida como la abanderada de la delegación chilena para los Juegos Olímpicos de Londres 2012, apareciendo en la ceremonia de apertura de los Juegos, realizada el 27 de julio, vestida con un traje típico de su país.
En la ronda clasificatoria terminó en el lugar 31 de la ronda doble 70 con 645 puntos, en la ronda de eliminación cayó contundentemente frente a la georgiana Kristine Esebua por 6-0, finalizando en el puesto 33 de la clasificación general y terminando así su participación olímpica.

### Retiro (2014)
En enero de 2014, van Lamoen sufrió una caída en su casa que le provocó una lesión y le impidió entrenar con normalidad. Debido a esto, la deportista no pudo participar en la etapa clasificatoria de los Juegos Suramericanos de Santiago 2014. Posteriormente, en marzo de 2014, la arquera anunció su retiro del deporte para poder retomar sus estudios de Derecho en la Universidad Andrés Bello. Según van Lamoen, la decisión se debió a razones económicas, ya que el título universitario le otorgaría mayor estabilidad que el deporte. Desde 2016, trabaja en la Fiscalía Regional Metropolitana Centro-Norte.

## Desempeño individual
| Torneos              | 1996 | 1997 | 1998 | 1999 | 2000 | 2001 | 2002 | 2003 | 2004 | 2005 | 2006 | 2007 | 2008 | 2009 | 2010 | 2011 | 2012 | 2013 | 2014 | T |
| -------------------- | ---- | ---- | ---- | ---- | ---- | ---- | ---- | ---- | ---- | ---- | ---- | ---- | ---- | ---- | ---- | ---- | ---- | ---- | ---- | - |
| Juegos Olímpicos     |      |      |      |      | 54°  |      |      |      | NC   |      |      |      | NC   |      |      |      | 33°  |      |      | 0 |
| Juegos Panamericanos |      |      |      | 2°   |      |      |      | 5°   |      |      |      | 16°  |      |      |      | 5°   |      |      |      | 0 |
| Campeonato Mundial   |      |      |      |      |      |      |      |      |      |      |      | 81°  |      |      |      | 1°   |      |      |      | 1 |
| Copa del Mundo       |      |      |      |      |      |      |      |      |      |      |      |      |      |      |      |      |      |      |      |   |
| Etapa 1              |      |      |      |      |      |      |      |      |      |      |      |      |      |      |      | 57°  | 17°  |      |      | 0 |
| Etapa 2              |      |      |      |      |      |      |      |      |      |      |      | 12°  |      |      |      |      | 33°  |      |      | 0 |
| Etapa 3              |      |      |      |      |      |      |      |      |      |      |      | 58°  |      |      | 33°  | 17°  | 17°  |      |      | 0 |
| Etapa 4              |      |      |      |      |      |      |      |      |      |      |      |      |      |      | 33°  | 17°  |      |      |      | 0 |
| Etapa Final          |      |      |      |      |      |      |      |      |      |      |      | NC   |      |      | NC   | NC   | NC   |      |      | 0 |